# Maître du Livre de prières de Dresde
Le Maître du Livre de prières de Dresde est un maître anonyme enlumineur actif en Flandre des années 1460 à 1520. Il doit son nom à un manuscrit actuellement conservé à la Bibliothèque d'État de Saxe à Dresde (Ms. Dresd. A.311). Plus de cinquante manuscrits lui sont attribués.

## Biographie

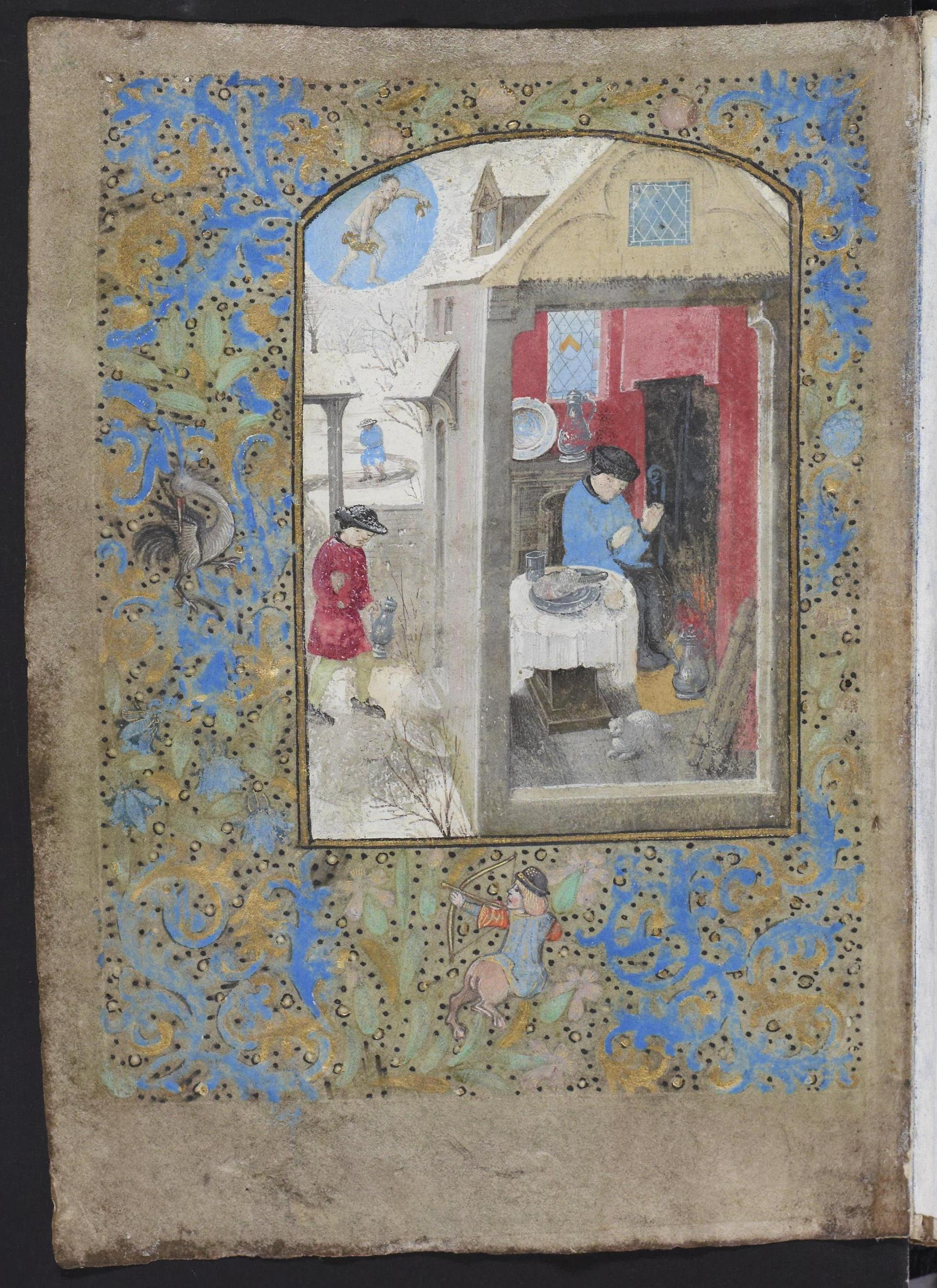
Livre de prières de Dresde, mois de Janvier du calendrier, f.1v.

L'artiste anonyme doit son nom de convention à Friedrich Winkler (en) qui le premier a proposé de reconstituer son œuvre à partir du livre de prières conservé à la bibliothèque de Dresde. Selon Bodo Brinkmann, il serait originaire des Pays-Bas du Nord et formé à Utrecht, il apparaît pour la première fois à Bruges à la fin des années 1460. À l'inverse, selon Antoine de Schryver, il serait d'origine française et pourrait être identifié avec le peintre français Didier de la Rivière qui est fait citoyen de Bruges en 1475.
Les plus anciennes miniatures qui lui sont attribuées appartiennent à deux manuscrits de Froissart, réalisés pour Louis de Gruuthuse par le Maître d'Antoine de Bourgogne. Il fait sans doute partie de cet atelier, où il participe à la réalisation de plusieurs manuscrits pour la cour des ducs de Bourgogne. Il illustre le Livre des tournois de René d'Anjou pour le même Louis de Gruuthuse, et deux manuscrits de Valère Maxime, l'un pour Jean de Gros, secrétaire du duc, l'autre pour Jean Crabbe, abbé de l'abbaye des Dunes. Il collabore alors fréquemment avec les plus grands enlumineurs flamands de la période : Simon Marmion, le Maître viennois de Marie de Bourgogne, Gerard Horenbout, Alexander Bening. Il est aussi amené à diriger la réalisation de plusieurs manuscrits avec leur collaboration.
Après la mort de Charles le Téméraire en 1477, le marché ducal disparaît brutalement. Le maître doit alors se tourner vers une clientèle plus modeste, pour qui il réalise en série de petits livres de prières destinés, pour la plupart, à l'exportation. Il collabore aussi, de façon régulière, avec d'éminents enlumineurs flamands tels Simon Marmion, Willem Vrelant, le Maître viennois de Marie de Bourgogne ou Gérard David, en peignant les calendriers ouvrant les livres d'heures. Il se spécialise même dans ces représentations de la vie quotidienne. Il participe aussi à la décoration du Bréviaire d'Isabelle la Catholique, commandé par Maximilien Ier. Mais son travail est interrompu, en 1487-1488, par le soulèvement des Flandres. Il quitte alors Bruges pour Tournai puis Amiens, où il réalise quatre livres d'heures et un évangéliaire. Il retourne à Bruges vers 1500 et continue à produire des manuscrits jusque vers 1520. De jeunes enlumineurs font encore appel à lui, comme dans les Heures Spinola.

## Éléments stylistiques
Les œuvres regroupées sous le nom du Maître du Livre de prières de Dresde présentent un style qui varie beaucoup des années 1460 aux années 1520. Dans les années 1470, il réalise plusieurs manuscrits comportant des miniatures dont le décor marginal sur fond coloré, aux ornements en trompe-l'œil, contribuent à forger le style de l'école ganto-brugeoise. Par ailleurs, il sait faire preuve d'originalité, comme dans ses scènes bibliques (telle la Fuite en Égypte), où il ne se contente pas de reproduire les compositions de ses prédécesseurs.

## Manuscrits attribués

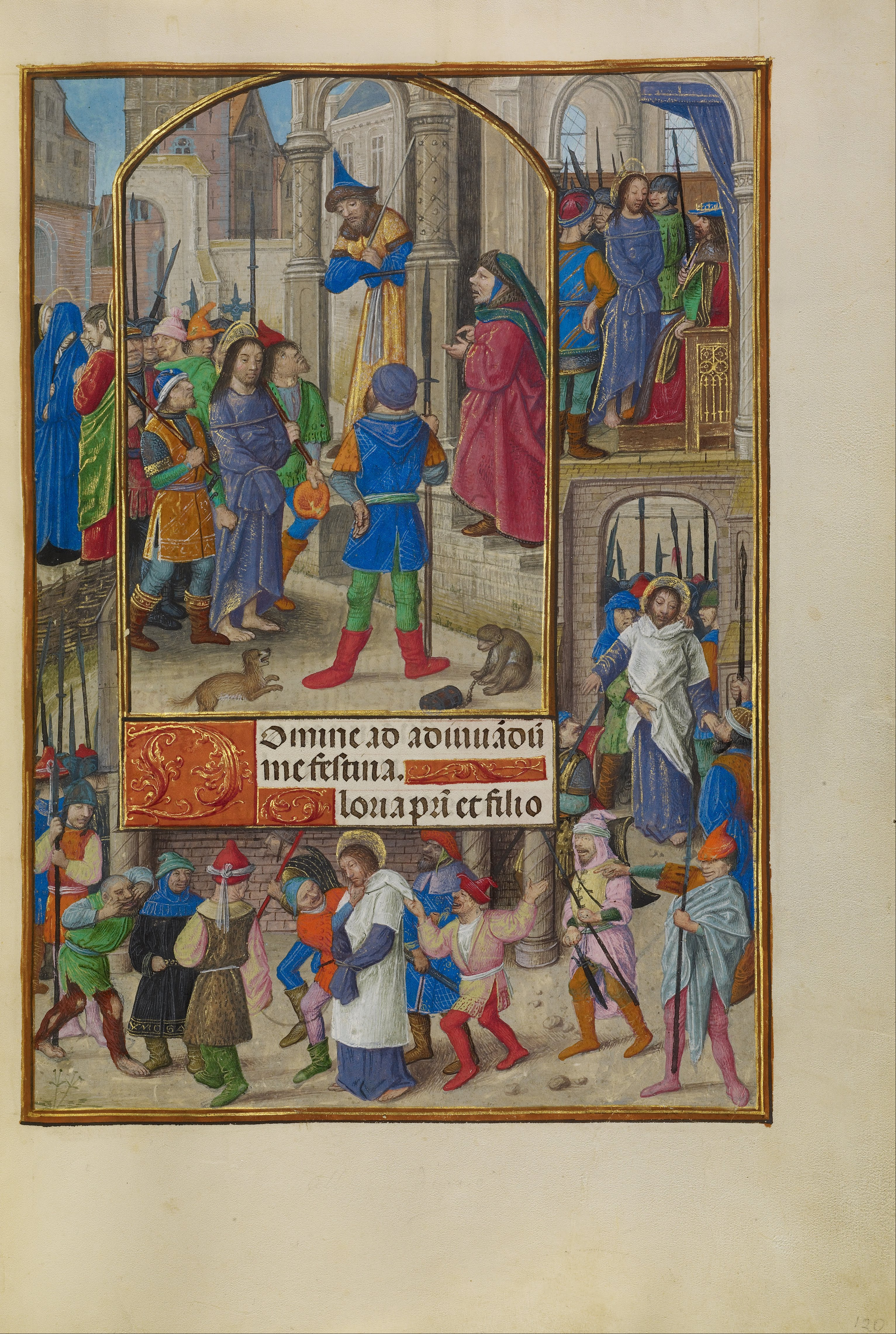
Le Christ devant Caïphe, Heures Spinola, Getty Center, f.120.

- deux manuscrits de Froissart réalisés en collaboration avec le Maître d'Antoine de Bourgogne pour Louis de Gruuthuse vers 1470, Paris, Bibliothèque nationale de France, Fr. 2645-2646 ;
- Livre d'heures, vers 1470, Paris, Bibliothèque de l'Arsenal, Ms. 290[6] ;
- deux exemplaires d'un incunable des Faits et dits mémorables de Valère Maxime, Paris, Bibliothèque nationale de France, réserve des livres rares, Z200, et Bruxelles, Bibliothèque royale de Belgique, Inc. C176LP ;
- Livre des tournois pour Louis de Gruuthuse, 5 miniatures de la main du maître, en collaboration avec deux enlumineurs anonymes et le Maître d'Édouard IV, vers 1480-1488, Paris, Bibliothèque nationale de France, Fr. 2693[7] ;
- Valère Maxime pour Jean de Gros, Laipzig, Bibliothèque Universitaire, Ms. Rep.I.11.b ;
- Valère Maxime pour Jean Crabbe, Bruges, Séminaire de Groot, Ms. 157/188-159/190 (+ une miniature conservée à Los Angeles, Getty Center, Ms. 43) ;
- Livre de prière dit de Dresde, Dresde, Bibliothèque d'État de Saxe, Ms. Dresd. A.311 (+ 2 feuillets conservés à Paris, musée du Louvre, Inv. 20694 et 20694bis) ;
- Heures de Jean de Carpentin, vers 1470, collection particulière ;
- Heures Salting, en collaboration avec Simon Marmion et le Maître du Fitzwilliam 268, Londres, Victoria and Albert Museum, L 2384-1910 (Salting 1221) ;
- Livre d'heures, vers 1470-1479, Bruxelles, Bibliothèque royale de Belgique, Ms. IV 315 ;
- Livre d'heures (calendrier), Palerme, Bibliothèque nationale, Ms. F Museo 6 ;
- Livre d'heures, vers 1475, en collaboration avec Willem Vrelant et le Maître du Fitzwilliam 268, Lisbonne, Musée Calouste-Gulbenkian, LA 144 ;
- La Cité des dames en néerlandais pour Jan III de Baenst, bourgmestre de Bruges, 1475, en collaboration avec le Maître de Marguerite d'York, British Library, Add.20698 ;
- Heures Huth (calendrier), en collaboration avec Simon Marmion et le Maître des Miniatures de Houghton, Londres, British Library, Add. 38126 ;
- Heures Voustre demeure (calendrier), en collaboration avec le Maître viennois de Marie de Bourgogne, Madrid, Bibliothèque nationale d'Espagne, Vit. 25-5 ;
- Heures de Charlotte de Bourbon-Montpensier, château d'Alnwick, Collection du duc de Northumberland, Ms. 482 ;
- Heures de Crohin-La Fontaine, vers 1480, Los Angeles, Getty Center, Ms. 23 ;
- Heures de Louthe (calendrier), pour Sir John Donne, en collaboration avec Simon Marmion, Bibliothèque universitaire de Louvain-la-Neuve, Ms. A2 ;
- Heures Emerson White Van Sinderen (calendrier), en collaboration avec Simon Marmion et la Maître des Miniatures de Houghton, Université Harvard, bibliothèque Houghton, Typ. 443-443-1 ;
- Heures de Nová Říše pour Jan Van der Scage et sa femme, Knihovna Opatstvi, Ms. 10 ;
- Assomption de Marie et vies de saints pour Sir John Donne, Londres, British Library, Royal 20B11 ;
- Bréviaire d'Isabelle la Catholique, en collaboration avec Gérard David et Gerard Horenbout, vers 1487-1488, Londres, British Library, Add. Ms. 18851 ;
- Légende dorée pour Jean II d'Oettingen, Cambridge, Fitzwilliam Museum, Ms. 22 ;
- Cartulaire de l'hospice Saint-Jacques de Tournai, vers 1489, Bibliothèque de la ville de Tournai, Cod. 4.A ;
- Évangéliaire pour Antoine Clabault, mayeur de la ville d'Amiens, vers 1490, Paris, Bibliothèque de l'Arsenal, Ms.661 ;
- Heures de Claude Malle d'Amiens, collection particulière ;
- Heures du Maître aux Fleurs (calendrier), Paris, Bibliothèque de l'Arsenal, Ms. 638-639 ;
- Livre d'heures, vers 1510-1520, 1 miniature, en collaboration avec Gerard Horenbout et quatre autres collaborateurs, Fitzwilliam Muséum, Ms.1058-1975[8] ;
- Heures de Spinola pour Marguerite d'Autriche (f.109v-110 et 119v-120), vers 1515-1520, Los Angeles, Getty Center, Ms. Ludwig IX 18.